# Area metropolitana di Seattle
L'area metropolitana di Seattle è un'agglomerazione che si sviluppa attorno alla città di Seattle, nello stato di Washington. Comprende le 3 contee di King, Snohomish e Pierce e si incentra sull'asse delle tre città di Seattle, Tacoma e Bellevue.
Con più di 4 milioni di abitanti nel 2020 è la 15ª area metropolitana degli Stati Uniti per popolazione, abbracciando più della metà dell'intera popolazione dello stato di Washington. 
L'area è diventata nel tempo un polo tecnologico internazionale, essendo sede di due aziende big-tech: Microsoft, a Redmond, e Amazon a Seattle.